# 国际捕鲸委员会
國際捕鯨委員會（英語：International Whaling Commission，縮寫IWC）是根據《國際捕鯨管制公約》於1946年成立的國際捕鯨管制機構。國際捕鯨委員會的總部設於英國Impington。會長與副會長的任期為3年，委員會年會通常於每年5、6月間召開。《國際捕鯨管制公約》以及委員會之成立目的是為了維護鯨群的數量，以期捕鯨工業之永續發展。

## 歷史
1946年12月2日在美國首都華盛頓簽署捕鯨管制公約。
1982年7月23日國際捕鯨委員會通過了《禁止商業捕鯨公約》，明定自1986年開始，嚴格禁止商業捕鯨。当时有7国反对这一提案，分别为巴西、冰岛、日本、挪威、秘鲁、韩国和苏联。中国、智利、菲律賓、南非與瑞士投弃权票。
2004年7月17日國際捕鯨委員會57國代表於義大利索倫托舉行4天會議，會議通過決議，不提前恢復商業捕鯨。
2006年，該委員會大會通過了一項支援恢復商業捕鯨的議案，但由於推翻1986年的商業捕鯨禁令需要得到委員會75%以上成員的支援，因此商業捕鯨禁令目前依然有效。
2019年，日本政府宣布於7月1日退出國際捕鯨委員會，正式恢復商業捕鯨。

## 主要職責
負責監督評估世界各國捕獲鯨魚之數量及種類，是否合於公約之有關規定。
這些規定包括完全禁止捕捉若干瀕臨絕種之珍貴鯨魚，將若干水域劃為鯨魚保護區，規定捕獲鯨魚之數目及大小，規定開放及禁止捕捉鯨魚之季節及水域，同時嚴格禁止捕捉尚未斷乳的幼鯨及陪同幼鯨的母鯨。
公約也規定必須申報捕獲鯨魚的數目、種類及其他有關資料。
但對於提出內容異議的國家無效。
除此之外，國際捕鯨委員會也鼓勵並參與有關鯨魚之研究，發表研究鯨魚的科學論文，提倡以更人道的方式進行宰殺鯨魚的工作。

## 1982年公約
委員會成立之初的15個會員國全部都是當時有在捕鯨的國家。但自1970年代起，反對捕鯨的聲浪逐漸增加。1972年在斯德哥爾摩舉行的聯合國人類環境研討會更提出了限制商業捕鯨以利鯨群數量回升的提案。於此同時，愈來愈多沒有捕鯨或是反對捕鯨的國家也加入了委員會，甚至包括幾個內陸國家，如蒙古國、瑞士，使得反對捕鯨的國家在委員會中佔了大多數。這些國家於是提出了更改捕鯨規範的要求。
1982年7月23日國際捕鯨委員會以25票對7票通過了《禁止商業捕鯨公約》（另有5票棄權），公約內容包括自1986年開始，嚴格禁止商業捕鯨。日本、挪威、秘魯、蘇聯（後來的俄羅斯）在當時以公約內容缺乏科學根據為由表示反對，巴西、韓國以及冰島亦表示反對。由於美國威脅日本將限制日本在美國海域的捕魚數量，日本在之後撤銷了他們的反對票。由於公約僅禁止商業捕鯨，科學研究及原住民的捕鯨行動並不受到公約的限制。有學者指出以科學研究之名的捕鯨行為其實是沒有必要的，甚至有團體控訴某些國家假藉科學研究之名行商業捕鯨之實，像是日本。
挪威自1994年開始商業捕鯨，冰島則是自2006年開始。

## 加入資格
任何願意遵守國際捕鯨管制公約的國家均可加入國際捕鯨委員會。
每個會員國由一位委員出任代表，他可獲得數位專家及顧問的協助。
据Elspeth Huxley的书记载，中国当初加入的原因是世界野生动物基金答应提供一百万美元用于熊猫保护.

## 成員國

成员国

截止至2024年9月，国际捕鲸委员会共有88个会员国，据该委员会秘书处说明，该委员会与其他区域渔业管理组织结构不一样，不设“合作非会员国”。

### 目前成員
安提瓜和巴布达、阿根廷、澳大利亚、奥地利、比利时、伯利兹、贝宁、巴西、保加利亚、柬埔寨、喀麦隆、智利、中华人民共和国、哥伦比亚、刚果共和国、哥斯达黎加、科特迪瓦、克罗地亚、塞浦路斯、捷克、丹麦（公约同时适用于法罗群岛和格陵兰）、多米尼克、多米尼加、厄瓜多尔、厄立特里亚、爱沙尼亚、芬兰、法国、冈比亚、加蓬、德国、加纳、格林纳达、几内亚比绍、几内亚、匈牙利、冰岛、印度、爱尔兰、以色列、意大利、肯尼亚、基里巴斯、韩国、老挝、利比里亚、立陶宛、卢森堡、马里、马绍尔群岛、毛里塔尼亚、墨西哥、摩纳哥、蒙古国、摩洛哥、瑙鲁、荷兰、新西兰、尼加拉瓜、挪威（公约同时适用于斯瓦尔巴群岛）、阿曼、帕劳、巴拿马、秘鲁、波兰、葡萄牙、罗马尼亚、俄罗斯、圣马力诺、圣多美和普林西比、圣基茨和尼维斯、圣卢西亚、圣文森特和格林纳丁斯、塞内加尔、斯洛伐克、斯洛文尼亚、所罗门群岛、南非、西班牙、苏里南、瑞典、瑞士、坦桑尼亚、多哥、图瓦卢、英国、乌拉圭、美国。

### 已退出成員
- 加拿大：1982年退出
- 牙买加：1984年退出
- 菲律宾、毛里求斯：均于1988年退出
- 埃及：1989年退出
- 塞舌尔：1995年退出
- 委内瑞拉：1999年退出
- 希腊：2013年退出
- 危地马拉：2017年退出
- 日本：2018年12月26日宣佈退出[2]，2019年完成退出手续。